# Passerell de carpó blanc

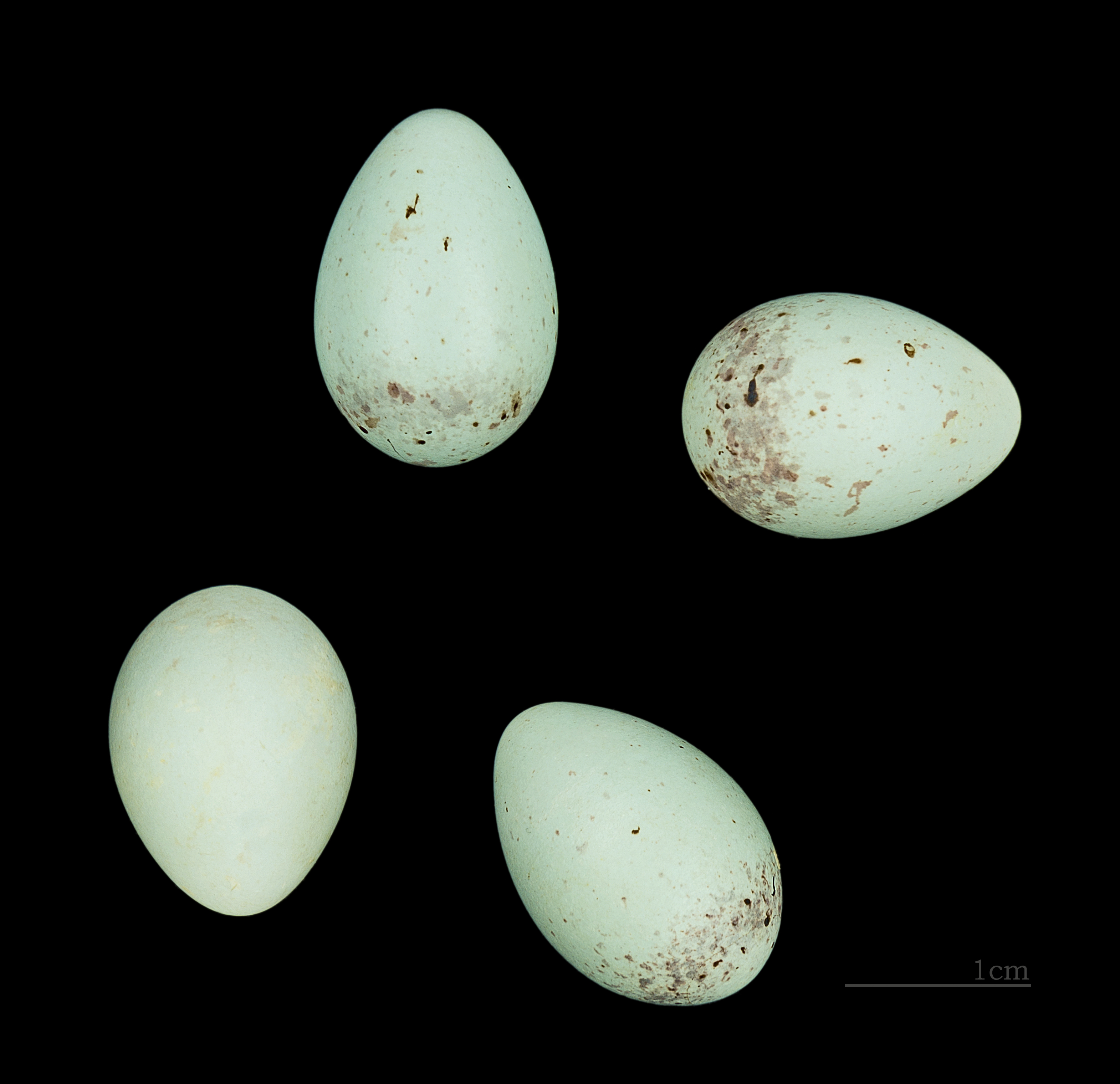
Carduelis hornemanni exilipes

El passerell de carpó blanc (Acanthis hornemanni) és una espècie d'ocell de la família dels fringíl·lids (Fringillidae) que habita zones de tundra d'Alaska, Canadà incloent les illes àrtiques, nord de Groenlàndia, Escandinàvia, nord de Rússia i de Sibèria.

## Taxonomia
Considerat una subespècie del passerell gorjanegre (Acanthis flammea) per alguns autors ha estat ubicat a la seua pròpia espècie arran treballs com el de Mason et Taylor 2015.